# Campeonato Mundial de Esqui Estilo Livre de 2011 - Slopestyle masculino
A prova do slopestyle masculino do Campeonato Mundial de Esqui Estilo Livre de 2011 foi disputada no dia 3 de fevereiro em Wasatch Range nos Estados Unidos. Participaram 46 atletas de 16 países.

## Medalhistas
| Ouro               | Prata             | Bronze             |
| Alex Schlopy (USA) | Sam Carlson (USA) | Russ Henshaw (AUS) |

## Resultados

### Qualificação
46 atletas participaram do processo qualificatório. Os 10 melhores avançaram para a final.
| Pos. | Bib | Atleta                         | Nacionalidade  | Corrida 1 | Corrida 2 | Melhor | Notas |
| ---- | --- | ------------------------------ | -------------- | --------- | --------- | ------ | ----- |
| 1    | 2   | Russ Henshaw                   | Austrália      | 34.20     | 43.10     | 43.10  | Q     |
| 2    | 6   | Sam Carlson                    | Estados Unidos | 42.90     | 41.90     | 42.90  | Q     |
| 3    | 31  | James Woods                    | Reino Unido    | 13.10     | 40.30     | 40.30  | Q     |
| 4    | 50  | Jacob Wester                   | Suécia         | 36.70     | 40.10     | 40.10  | Q     |
| 5    | 44  | Aleksander Aurdal              | Noruega        | 9.80      | 39.70     | 39.70  | Q     |
| 6    | 27  | John Strenio                   | Estados Unidos | 39.30     | 32.40     | 39.30  | Q     |
| 7    | 48  | Thomas Dolplads                | Noruega        | 39.20     | 9.60      | 39.20  | Q     |
| 8    | 53  | Gus Kenworthy                  | Estados Unidos | 38.60     | 35.90     | 38.60  | Q     |
| 9    | 7   | Alex Schlopy                   | Estados Unidos | 38.40     | 6.60      | 38.40  | Q     |
| 10   | 40  | Jonas Hunziker                 | Suíça          | 37.40     | 38.10     | 38.10  | Q     |
| 11   | 24  | Dane Tudor-Olds                | Austrália      | 37.70     | 28.80     | 37.70  |       |
| 12   | 3   | Elias Ambühl                   | Suíça          | 37.20     | 15.70     | 37.20  |       |
| 13   | 38  | Jossi Wells                    | Nova Zelândia  | 35.90     | 36.50     | 36.50  |       |
| 14   | 37  | Byron Wells                    | Nova Zelândia  | 20.70     | 36.00     | 36.00  |       |
| 15   | 25  | Jamieson Irvine                | Canadá         | 16.10     | 35.20     | 35.20  |       |
| 16   | 52  | Elvis Harsheim Eidsvold        | Noruega        | 35.10     | 32.50     | 35.10  |       |
| 17   | 26  | Antti-Jussi Kemppainen         | Finlândia      | 11.90     | 33.00     | 33.00  |       |
| 18   | 35  | Henri Koskelainen              | Finlândia      | 32.90     | 6.70      | 32.90  |       |
| 19   | 28  | Roy Kittler                    | Alemanha       | 28.70     | 32.10     | 32.10  |       |
| 20   | 47  | Ian Cosco                      | Canadá         | 19.50     | 32.10     | 32.10  |       |
| 21   | 54  | Hamish McDougall               | Nova Zelândia  | 8.90      | 31.50     | 31.50  |       |
| 22   | 18  | Scott Jordan David             | Andorra        | 31.10     | 8.90      | 31.10  |       |
| 23   | 13  | Roman Dalecky                  | Chéquia        | 29.50     | 13.20     | 29.50  |       |
| 24   | 16  | Matt Johnson                   | Nova Zelândia  | 17.70     | 28.70     | 28.70  |       |
| 25   | 34  | Sebastian Geiger               | Alemanha       | 26.20     | 28.10     | 28.10  |       |
| 26   | 14  | Max Heard                      | Canadá         | 23.90     | 26.10     | 26.10  |       |
| 27   | 43  | Sami Sakkinen                  | Finlândia      | 26.00     | 17.40     | 26.00  |       |
| 28   | 51  | Zachary Pham                   | Reino Unido    | 25.90     | 7.90      | 25.90  |       |
| 29   | 32  | Bine Zalohar                   | Eslovênia      | 11.60     | 25.40     | 25.40  |       |
| 30   | 39  | Julien Lange                   | França         | 25.40     | 9.90      | 25.40  |       |
| 31   | 20  | Robin Holub                    | Chéquia        | 25.30     | 17.40     | 25.30  |       |
| 32   | 45  | Tobias Tritscher               | Áustria        | 24.30     | 20.40     | 24.30  |       |
| 33   | 23  | Florian Geyer                  | Alemanha       | 24.00     | 21.00     | 24.00  |       |
| 34   | 22  | Fabio Studer                   | Áustria        | 21.90     | 23.60     | 23.60  |       |
| 35   | 46  | Dennis Dyg Hannesbo Joergensen | Dinamarca      | 22.30     | 11.80     | 22.30  |       |
| 36   | 12  | Rasmus Dalberg Joergensen      | Dinamarca      | 10.60     | 22.20     | 22.20  |       |
| 37   | 10  | Jaeden Schneider-Clark         | Canadá         | 10.00     | 21.20     | 21.20  |       |
| 38   | 55  | Oscar Scherlin                 | Suécia         | 17.30     | 19.70     | 19.70  |       |
| 39   | 42  | Filip Taraba                   | Chéquia        | 16.00     | 14.50     | 16.00  |       |
| 40   | 9   | Hans-Jakob Brandt Olsen        | Dinamarca      | 11.00     | 10.10     | 11.00  |       |
| 41   | 33  | Benedikt Mayr                  | Alemanha       | 10.20     | 8.60      | 10.20  |       |
| 42   | 41  | Matic Lovko                    | Eslovênia      | 5.40      | 7.60      | 7.60   |       |
| 43   | 29  | Jarkko Ronkainen               | Finlândia      | 6.70      | 6.90      | 6.90   |       |
| 44   | 11  | Klaus Finne                    | Noruega        | 00        | 00        |        | DNS   |
| 45   | 17  | Andrew Matthew                 | Reino Unido    | 00        | 00        |        | DNS   |
| 46   | 36  | Thomas Krief                   | França         | 00        | 00        |        | DNS   |

### Final
Os 10 atletas disputaram no dia 3 de fevereiro a final da prova.
| Pos.              | Bib | Atleta            | Nacionalidade  | Corrida 1 | Corrida 2 | Melhor | Notas |
| ----------------- | --- | ----------------- | -------------- | --------- | --------- | ------ | ----- |
| Medalha de ouro   | 7   | Alex Schlopy      | Estados Unidos | 27.50     | 41.80     | 41.80  |       |
| Medalha de prata  | 6   | Sam Carlson       | Estados Unidos | 38.70     | 41.50     | 41.50  |       |
| Medalha de bronze | 2   | Russ Henshaw      | Austrália      | 39.80     | 41.20     | 41.20  |       |
| 4                 | 48  | Thomas Dolplads   | Noruega        | 40.60     | 25.70     | 40.60  |       |
| 5                 | 50  | Jacob Wester      | Suécia         | 35.10     | 37.70     | 37.70  |       |
| 6                 | 27  | John Strenio      | Estados Unidos | 12.40     | 37.30     | 37.30  |       |
| 7                 | 44  | Aleksander Aurdal | Noruega        | 37.10     | 36.70     | 37.10  |       |
| 8                 | 31  | James Woods       | Reino Unido    | 18.60     | 35.00     | 35.00  |       |
| 9                 | 40  | Jonas Hunziker    | Suíça          | 11.20     | 34.90     | 34.90  |       |
| 10                | 53  | Gus Kenworthy     | Estados Unidos | 19.50     | 12.30     | 19.50  |       |

Legenda
| Recorde mundial       | Recorde mundial (World record)               |                       | Recorde africano                      | Recorde africano (African) |                                           | Q | Classificado por posição (Qualified) |
| Recorde do campeonato | Recorde do campeonato (Championship record)  | Recorde da América    | Recorde da América (Americas)         | q                          | Classificado por melhor tempo (Qualified) |   |                                      |
| Melhor marca do ano   | Melhor marca do ano (World leading)          | Recorde asiático      | Recorde asiático (Asian)              | DNS                        | Não largou (Did not start)                |   |                                      |
| Recorde nacional      | Recorde nacional (National record)           | Recorde europeu       | Recorde europeu (European)            | DNF                        | Não terminou (Did not finish)             |   |                                      |
| Recorde pessoal       | Recorde pessoal do atleta (Personal best)    | Recorde da Oceania    | Recorde da Oceania (Oceania)          | DSQ / DQ                   | Desclassificado (Disqualified)            |   |                                      |
| Recorde da temporada  | Recorde da temporada do atleta (Season best) | Recorde sul-americano | Recorde sul-americano (South America) | NM                         | Sem marca (No mark)                       |   |                                      |